# Parafia św. Jana Klimaka w Warszawie
Parafia św. Jana Klimaka – parafia prawosławna w Warszawie na Woli, w dekanacie Warszawa diecezji warszawsko-bielskiej.
Na terenie parafii funkcjonuje 1 cerkiew:
- cerkiew św. Jana Klimaka w Warszawie – parafialna

W obrębie parafii znajduje się też zabytkowa przydrożna kapliczka w podwarszawskich Broniszach.

## Historia
Parafia jest kontynuatorką tradycji parafii Włodzimierskiej Ikony Matki Bożej, której siedzibą była od 1841 do 1916 cerkiew pod tym samym wezwaniem, urządzona w odebranym katolikom przez władze carskie kościele św. Wawrzyńca. Po likwidacji tejże parafii, wskutek przejęcia przez katolików kościoła, nowa prawosławna placówka duszpasterska przyjęła za swoją siedzibę cmentarną cerkiew św. Jana Klimaka, wzniesioną w latach 1903–1905 z inicjatywy arcybiskupa warszawskiego Hieronima.
Od 1935 parafia prowadziła sierociniec finansowany przez Prawosławne Metropolitalne Towarzystwo Dobroczynności. W domu przebywało ok. 50 dzieci, zaś jego dyrektorem była A. Ruszkowska. W 1944 proboszcz parafii archimandryta Teofan (Protasiewicz) oraz jej wikariusz ks. Antoni Kaliszewicz z rodziną zostali zamordowani przez Niemców. W czasie rzezi Woli Niemcy zabili również pracowników sierocińca przy parafii oraz pozostałe w nim kilkanaścioro dzieci.
Każdego roku w dniu 1 listopada parafia organizuje (wspólnie z rzymskokatolicką parafią św. Wawrzyńca) uroczystą procesję na cmentarzu prawosławnym, podczas której odmawiane są modlitwy za zmarłych oraz ma miejsce święcenie grobów.

## Wykaz proboszczów
- 1841–1848 – ks. Andriej Kuszewicz
- 1848–1905 – ks. Joann Korzeniowski
- 1905–1906 – ks. Nikołaj Łopatinski
- 1906–1915 – ks. Jewdokim Bielanowski
- 1915–1918 – przerwa w działalności parafii (bieżeństwo)
- 1919–1939 – ks. Jan Kowalenko
- 1939–1944 – archimandryta Teofan (Protasiewicz)
- 1944–1945 – vacat
- 1945 – ks. Mikołaj Lenczewski (senior)
- 1945–1948 – ks. Aleksander Czubuk-Podolski
- 1948–1955 – ks. Aleksander Surwiłło
- 1955 – ks. Mikołaj Lenczewski (senior)
- 1955–1960 – ks. Jerzy Klinger
- 1960–1972 – ks. Aleksy Znosko
- 1973–2003 – ks. Anatol Szydłowski
- 2003–2007 – archimandryta Paisjusz (Martyniuk)
- 2007–2017 – ks. Mikołaj Lenczewski (junior)
- od 2017 – ks. Adam Misijuk[2]